# Wolfgang Krewe
Wolfgang Krewe (* 20. Oktober 1966 in München) ist ein deutscher Schauspieler, der überwiegend in Berlin lebt.

## Leben
Wolfgang Krewes Vater starb, als er gerade 13 Jahre alt war, so dass er von da an gemeinsam mit seiner Mutter und seinen beiden Geschwistern ohne das Einkommen des Vaters auskommen musste. Eigentlich wollte er Musiker werden, denn sein Idol war Ringo Starr, der Schlagzeuger der Beatles. Um diesen Traum zu verwirklichen, begann er im Alter von 14 Jahren, neben dem Schulbesuch in einer Bäckerei zu arbeiten, um sich sein eigenes Schlagzeug kaufen zu können. Er machte auf Anraten seiner Mutter eine Ausbildung zum Friseur und gründete in dieser Zeit mit zwei Freunden die Band „Die legendären Black Pumuckels“.
Nach Abschluss seiner Ausbildung absolvierte er seinen Zivildienst, hielt sich mit Gelegenheitsjobs über Wasser und begann, mit der Musik seinen Lebensunterhalt zu verdienen. Ein Freund aus der Musikerszene machte ihn auf einen Schauspielworkshop von John Costopolous am Actor Studio in New York aufmerksam, so dass er schließlich mit der Schauspielerei in Kontakt kam. Im Jahr 1989 bewarb Krewe sich beim Lee Strasberg Institute in New York. Trotz bestandener Aufnahmeprüfung, konnte er die Ausbildung jedoch wegen fehlender finanzieller Mittel nicht beginnen. Erst 1990 nahm er schließlich Schauspielunterricht bei der Ruth von Zerboni Schauspielschule in Gauting bei München.

## Filmografie (Auswahl)
- 1994: Kommissar Rex (Folge Jagd Nach Einer Toten (Staffel 3 Folge 08))
- 1998–2000: Medicopter 117 – Jedes Leben zählt (34 Folgen)
- 1997: Für alle Fälle Stefanie
- 1998: S.O.S. Barracuda
- 1998: HeliCops – Einsatz über Berlin (Folge: Feuertaufe für AK1)
- 1998–1999: SOKO 5113 (4 Folgen)
- 1999: Dr. Stefan Frank – Der Arzt, dem die Frauen vertrauen – Der Todessprung
- 1999: S.O.S. Barracuda: Der Tod spielt Roulette (Fernsehfilm)
- 2000–2007: Im Namen des Gesetzes (45 Folgen)
- 2005: Abschnitt 40 (Folge: Blutrache)
- 2005: SOKO Kitzbühel (Folge: Der Lodenkönig)
- 2008: Deuces of Spades
- 2009: Die Rosenheim-Cops – Der Tod zeigt Muskeln
- 2010: Meine wunderbare Familie (Folge: VII in anderen Umständen)
- 2010: SOKO Donau (Folge: 3 Millionen Tote)
- 2012: Die Rosenheim-Cops – Die Rückkehr des Patriarchen
- 2014: In aller Freundschaft (Folge: Herzstillstand)
- 2014: Die Garmisch-Cops – Wo gesägt wird...
- 2017: Hubert und Staller – Der letzte Tango
- 2017: Gute Zeiten, schlechte Zeiten